# Tân Hưng, Lạng Giang
Tân Hưng là một xã nằm ở phía đông của huyện Lạng Giang, tỉnh Bắc Giang, Việt Nam.

## Địa lý
Trung tâm xã Tân Hưng cách thị trấn Vôi khoảng 5 km. Giáp với các xã Hương Sơn, Bảo Sơn, Xương Lâm, Yên Mỹ.
Xã có địa hình mang đặc trưng của vùng núi trung du, gồm các đồi núi thấp xen kẽ với đồng bằng.

## Kinh tế
Kinh tế chính của vùng là nông, lâm nghiệp.

## Giao thông
Xã Tân Hưng có đường tỉnh lộ 295 chạy qua.